# Hubert Schulte (Politiker)
Hubert Schulte (* 8. Januar 1945 in Menden) ist ein deutscher Politiker (CDU) und war Mitglied des Landtages von Nordrhein-Westfalen.

## Ausbildung und Beruf
Schulte besuchte die Volksschule und absolvierte von 1959 bis 1962 bei den Kalkwerken im Hönnetal eine Ausbildung zum Starkstromelektriker. Danach arbeitete er dort von 1962 bis 1970 als Betriebselektriker. Von 1970 bis 1972 besuchte er die Techniker-Fachschule und erhielt 1972 seinen Abschluss als Elektroniktechniker. Schulte arbeitete nun von 1972 bis 1975 als Techniker und war von 1975 bis 1995 als Elektromeister tätig.
Schulte ist verheiratet und hat zwei Töchter.

## Politik
In die Politik kam Schulte durch sein Engagement als Jugendsprecher bei den Kalkwerken. Er ist seit 1968 Mitglied in der CDU und war von 1992 bis 2000 Vorsitzender des CDU-Stadtverbandes Menden. Von 1995 bis 2010 war er stellvertretender Vorsitzender des CDU-Verbandes im Märkischen Kreis. Schulte gehört seit 1984 dem Stadtrat der Stadt Menden an und ist dort seit 1987 stellvertretender CDU-Fraktionsvorsitzender. Er war von 1995 bis 2010 Abgeordneter des nordrhein-westfälischen Landtags, wo er bis 2005 den Wahlkreis Märkischer Kreis IV vertrat, der danach im Wahlkreis Märkischer Kreis II aufging.